# Русская избушка
Русская избушка — магазин, который располагался на первом этаже гостиницы «Франция», на набережной Ялты. Её хозяином был караим Исаак Абрамович Синани.

## История
В Ялте на Морской набережной был небольшой книжный магазин старика Синани любителя литератора и особенно самих литераторов. Знакомство у него было в сфере артистической очень большое. Приезжие известности и знаменитости нередко заходили к нему в магазин, где кроме книг, продавались ещё и папиросы, приходили за табаком, а то и просто так, ради встречи с другими. Иногда можно было видеть и Чехова, сидящем на скамейке на улице...
Исаак Синани был купцом второй гильдии из старинного караимского рода, поэтому пользовался большим уважением в Ялте. В 1887-м он основал книжный магазин на первом этаже отеля, и руководил им до конца своей жизни, 1913 года. Это интересное место познакомило его со многими известными личностями и стало одним из воплощений «Чеховской Ялты».
Кроме Антона Чехова и Николая Телешова (который оставил эти строки), посетителями магазина были Максим Горький, Иван Бунин, Александр Куприн, Леонид Андреев, Дмитрий Мамин-Сибиряк. Синани познакомил Чехова с архитектором Шаповаловым, который построил дом.
Витрина магазина была оформлена как русская традиционная изба (деревянная резная избушка), возле неё находилась лавка, которая стала «писательской».
Во время пребывания Алексея Максимовича в Ялте в 1899 г. он часто видится с Чеховым. То они встречаются в книжном магазине Синани — своего рода клубе для приезжих писателей, художников, артистов, то сидят на скамье возле этого магазина.
Для писателей Синани держал гостевую книгу — «альбом», в которой писатели оставляли свои автографы, экспромты, эпиграммы, стихи, пожелания. Известна она стихотворением Бунина:
В Ялте зимнею порой —
Только море и Синани.
Бродят тучки над горой

Остальное все в тумане.
Альбом хранится в Российском государственном архиве.
Здание гостиницы «Франция» было частично разрушено во время Великой Отечественной войны и разобрано после её окончания. Сейчас на этом месте находится небольшая аллея из сосен и тамариска, заложенная в 1970-х годах. В 2000-х годах существовал проект по восстановлению отеля, в котором планировалось сделать литературную гостиную и «писательскую» («чеховскую») скамью напротив здания.